# Ernst Rosenberg (Politiker)
Ernst Rosenberg (* 20. August 1884 in Neustrelitz; † unbekannt) war ein deutscher Justizbeamter und Politiker.

## Leben
Rosenberg war Gerichtsprotokollant und Amtsgerichtssekretär in Mirow. Er war für die SPD Abgeordneter im ersten und zweiten ordentlichen Landtag von Mecklenburg-Strelitz sowie Schriftleiter der SPD-Landtagsfraktion.